# Curtiss-Wright VZ-7
Die Curtiss-Wright VZ-7 war ein experimentelles VTOL-Flugzeug des US-amerikanischen Herstellers Curtiss-Wright Corporation aus den 1950er Jahren. Wegen der konstruktiven Auslegung als Quadrocopter kann das Luftfahrzeug auch den Hubschraubern zugeordnet werden. Wie die VZ-6 und VZ-8 wurde die VZ-7 im Rahmen des Flying-Jeep-Wettbewerbs entwickelt.

## Geschichte
Mitte der 1950er Jahre untersuchte die US Army die potentiellen Einsatzmöglichkeiten von VTOL-Geräten, die in Kampfzonen die Aufgaben von Hubschraubern übernehmen könnten, aber einfacher und billiger herzustellen sein sollten. Zu den interessantesten dieser alternativen Flugzeuge gehörten eine Reihe von leichten Luftfahrzeugen, die nach Ansicht der Army die Vielseitigkeit und leichte Handhabbarkeit eines Jeeps mit der Möglichkeit verbinden sollte, gefährliches oder schwieriges Terrain überfliegen zu können. Die Planung sah ein einfaches, robustes und leicht zu bedienendes Fahrzeug vor, das sowohl den Schwebflug beherrschen als sich auch im Vorwärtsflug mit einer ausreichenden Geschwindigkeit in geringer Höhe bewegen sollte. Konkret war für Flüge über mehrere Stunden der Transport einer Nutzlast von 450 kg in einer Marschflughöhe von 1,5 bis 3,6 m (5 bis 12 ft) gefordert.
Die Anfrage der US Army veranlasste einige Unternehmen, entsprechende Vorschläge einzureichen. Anfang 1957 erhielten die Chrysler Corporation, Curtiss-Wright und Piasecki jeweils einen Vertrag zur Entwicklung von Prototypen.
Curtiss-Wright erhielt 1957 den Auftrag der US-Army zur Entwicklung und Ersterprobung von zwei Prototypen, die schließlich als VZ-7AP bezeichnet wurden (s. a. Bezeichnungssystem für Luftfahrzeuge der US Army von 1956 bis 1962). Der Entwurf der Maschine stammte von der Santa Barbara Division des Unternehmens, die vorher als Aerophysics Development Corporation zu Studebaker-Packard gehörte. Die Auslieferung der beiden Fahrzeuge mit den Army/USAF-Seriennummern 58-5508 und 5509 fand Mitte 1958 statt.
Wie die VZ-6 besaß auch die VZ-7 einen ausgesprochen einfachen Aufbau, der im Wesentlichen aus einem zentralen rechteckigen Kastenrahmen bestand, an dem an den Seiten jeweils zwei, über Fernwellen angetriebene Zweiblatt-Propeller angebracht waren. Im Grundriss gesehen, saßen die vier Propeller an den Ecken eines Quadrats. Diese Auslegung wird heute als Quadrocopter bezeichnet. Auf dem zentralen Rahmen befand sich der Pilotensitz, die Flugsteuerung, die Tanks für Treib- und Schmierstoffe und das 425 WPS leistende Triebwerk, eine Wellenturbine des Musters Turboméca Artouste IIB.

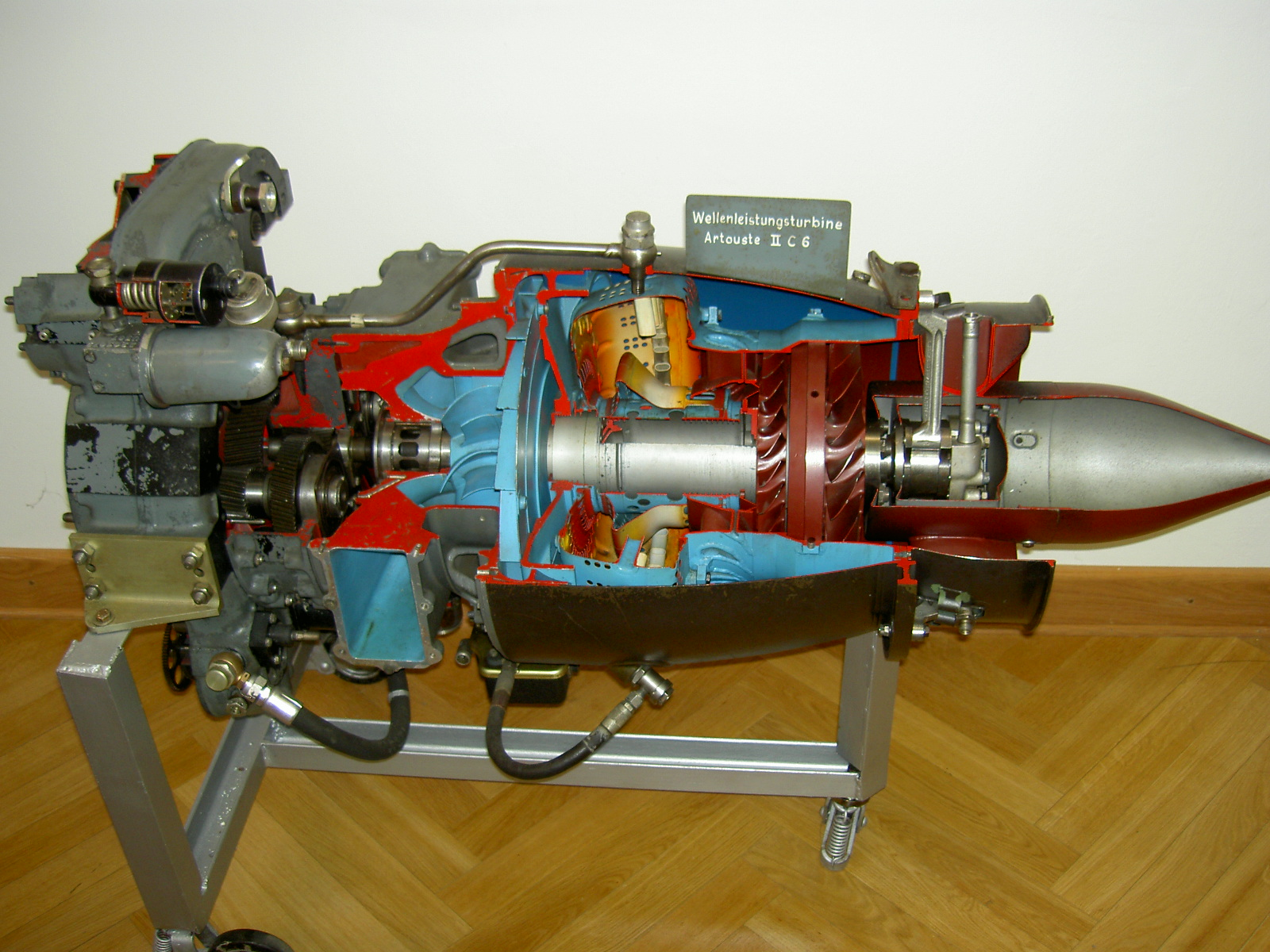
Schnittmodell einer Artouste-II-Wellenturbine

Die Propeller hatten anfänglich jeweils eine sie umgebende Schutzvorrichtung in Form eines Rohres, das aber während der Flugerprobung entfernt wurde. Das Steuerungssystem war sehr einfach ausgelegt. Steigen und Sinken erfolgte über die kollektive Pitchsteuerung der Propellerblätter, die über einen normalen Steuerknüppel betätigt wurde. Dieser erlaubte auch Richtungsänderungen durch differentielle Änderungen des kollektiven Pitchs. Die Steuerung um die Hochachse erfolgte über Pedale, wodurch bewegliche, im Abgasstrom des Triebwerks angeordnete Leitbleche verstellt werden konnten.
Beide VZ-7 zeigten sowohl in der Werkserprobung als auch bei der Evaluierung durch die Army gute Ergebnisse. Die Handhabung war einfach und es war ein stabiler Schwebeflug möglich. Jedoch konnten die Anforderungen der Army bezüglich Höhe und Geschwindigkeit nicht erreicht werden, was letztendlich dazu führte, dass beide Maschinen Mitte 1960 an den Hersteller zurückgegeben wurden.
Die VZ-7 mit der Seriennummer 58-5508 befindet sich heute im United States Army Aviation Museum in Fort Rucker, wird aber derzeit (2015) dort nicht ausgestellt.

## Technische Daten
| Kenngröße                           | Daten                                                         |
| ----------------------------------- | ------------------------------------------------------------- |
| Besatzung                           | 1, optional war ein Beobachtersitz möglich                    |
| Rumpflänge                          | 5,18 m                                                        |
| Spannweite (über die Propeller)     | 4,87 m                                                        |
| Höhe (bis Spitze des Pilotensitzes) | 2,83 m                                                        |
| Propellerdurchmesser                | 1,98 m                                                        |
| Leermasse                           | 771 kg                                                        |
| max. Startmasse                     | 952 kg                                                        |
| Marschgeschwindigkeit               | 40 km/h                                                       |
| Höchstgeschwindigkeit               | 51 km/h                                                       |
| Dienstgipfelhöhe                    | 60 m                                                          |
| Triebwerke                          | 1 × Turboméca Artouste IIB Wellenturbine mit 425 WPS (373 kW) |